# Nachal Molada
Nachal Molada (hebrejsky נחל מולדה) je vádí v jižním Izraeli, v severní části Negevské pouště.
Začíná v nadmořské výšce okolo 450 metrů v kopcovité polopouštní krajině na jihozápadních úbočích pohoří Harej Anim, jižně od tělesa dálnice číslo 31. Směřuje pak k západu, přičemž míjí rozptýlené beduínské osídlení. Ústí zprava do vádí Nachal Jatir.